# 沙纳拉穆泰尔
沙纳拉穆泰尔（法語：Chanat-la-Mouteyre，法語發音：[ʃana la mutɛʁ]）是法国多姆山省的一个市镇，属于克莱蒙费朗区。

## 地理
沙纳拉穆泰尔（45°49'51"N, 3°0'54"E）面积14.27 平方千米，位于法国奥弗涅-罗讷-阿尔卑斯大区多姆山省，该省份为法国中南部省份，北起阿列省接壤，东临卢瓦尔省，南至上盧瓦爾省和康塔爾省，西接科雷兹省和克勒兹省。
与沙纳拉穆泰尔接壤的市镇（或旧市镇、城区）包括：迪尔托勒、诺阿南、奥尔西讷、圣乌尔斯、萨亚、沃尔维克。

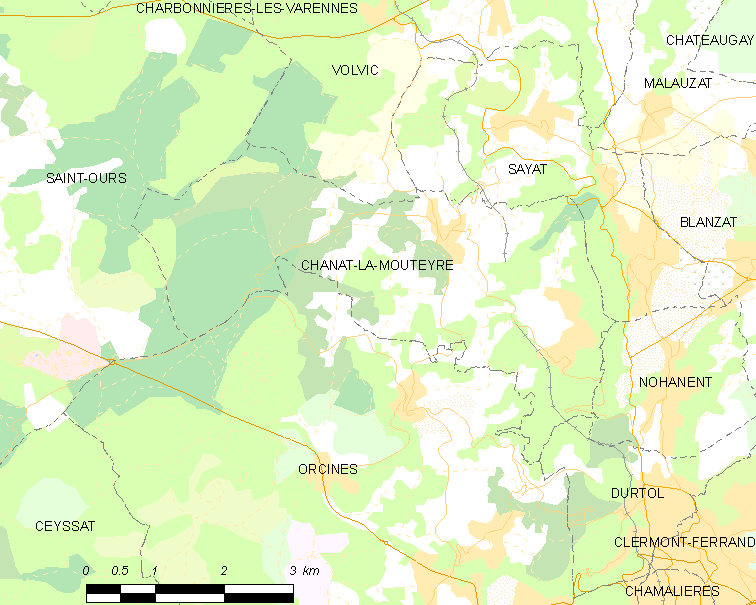
沙纳拉穆泰尔的OSM定位图

沙纳拉穆泰尔的时区为UTC+01:00、UTC+02:00（夏令时）。

## 行政
沙纳拉穆泰尔的邮政编码为63530，INSEE市镇编码为63083。

## 政治
沙纳拉穆泰尔所属的省级选区为奥尔西讷县。

## 人口

1962-2008年间沙纳拉穆泰尔人口变化图示

沙纳拉穆泰尔于2022年1月1日时的人口数量为949人。